# Convenio de Segura-Lécera
El convenio de Segura o de convenio de Lécera  fue un tratado firmado en  abril de 1839 entre Antonio van Halen y Sarti (que lo firmó en Lécera el 1 de abril) y el general carlista Ramón Cabrera y Griñó (que lo firmó en Segura de los Baños el 3 de abril) para establecer las condiciones del trato a los prisioneros de guerra y regularizar los intercambios de estos en el frente del Maestrazgo durante la primera guerra carlista de forma análoga al convenio de Elliot en el frente norte. Según Román Oyarzun Oyarzun, Cabrera excluyó del acuerdo a Agustín Nogueras y a sí mismo debido a la vendetta que ambos arrastraban por el fusilamiento de la madre de Cabrera ordenado por el segundo.
Después de la firma del convenio se produjo un importante intercambio de prisioneros en Onda.